# Jegor Igorewitsch Teslenko
Jegor Igorewitsch Teslenko (russisch Егор Игоревич Тесленко; * 31. Januar 2001 in Krasnodar) ist ein russischer Fußballspieler.

## Karriere
Teslenko begann seine Karriere beim FK Kuban Krasnodar. Zur Saison 2017/18 rückte er in den Kader der Reserve Krasnodars, für die er in der Saison 2017/18 14 Partien in der Perwenstwo PFL absolvierte. Nach Saisonende wurde Kuban aufgelöst und damit auch die Mannschaft Teslenkos. Daraufhin wechselte er zur Saison 2018/19 zum FK Uroschai Krasnodar. Für den Drittligisten kam er allerdings nur einmal im Cup zum Einsatz.
Zur Saison 2019/20 wechselte der Verteidiger in die U-19 von ZSKA Moskau. Zur Saison 2020/21 schloss er sich dem Drittligisten Kamas Nabereschnyje Tschelny an. In seiner ersten Spielzeit bei Kamas kam er zu 21 Drittligaeinsätzen, mit dem Klub stieg er zu Saisonende in die Perwenstwo FNL auf. Nach dem Aufstieg gab er im Juli 2021 sein Debüt in der zweiten Liga. Bis zur Winterpause der Saison 2021/22 kam er zu 23 Zweitligaeinsätzen, in denen er fünfmal traf.
Im Februar 2022 wechselte Teslenko zum Erstligisten Rubin Kasan.